# Media Control Interface
Media Control Interface (MCI) – ujednolicony interfejs programistyczny, stworzony przez Microsoft i IBM w 1990 roku, umożliwiający sterowanie odtwarzaniem urządzeń multimedialnych oraz nagrywaniem plików zawierających treści multimedialne. Dzięki zestawowi standardowych poleceń pozwala na obsługę różnych typów urządzeń multimedialnych w jednolity sposób w systemach Microsoft Windows oraz OS/2. Projekt był rozwijany we współpracy z innymi firmami w tym jako digital video MCI (DV MCI) z Intelem.
Część multimedialnych funkcji MCI została wchłonięta i zastąpiona przez DirectX, który ukazał się w 1995 roku, a później przez MediaPlayer API.

## Zastosowanie
MCI umożliwiał sterowanie m.in.:
- urządzeniami odtwarzającymi dźwięk (np. pliki WAV),
- sekwencerami MIDI (czyli do odtwarzania muzyki MIDI),
- napędami CD audio,
- odtwarzaczami wideo (np. do filmów w formacie AVI).